# Melanie Wenzel
Melanie Wenzel (* 21. September 1969 in Trier) ist eine deutsche Heilpraktikerin, Homöopathin, Unternehmerin und Autorin im Bereich Naturheilkunde, Gesundheit, Wellness und Gesundheitscoach.

## Leben und Wirken
Wenzel wuchs in Trier auf und legte 1989 das Abitur ab. Nach dem Studium der Psychologie und Ergotherapie erlernte sie die Klassische Homöopathie an der Internationalen Akademie für Klassische Homöopathie von Georgos Vithoulkas, schloss die Ausbildung zur Heilpraktikerin 2001 ab und machte sich daraufhin in einer Praxis in Köln selbstständig.
Melanie Wenzel war von 2004 bis 2014 beim WDR-Fernsehen im Format daheim + unterwegs als Expertin für Heilkräuter tätig. Des Weiteren trat sie in der Hobbythek auf. Melanie Wenzel war im Laufe der Jahre auch in verschiedenen weiteren Sendeformaten mit ihrer „Naturapotheke“ zu Gast. Seit 2015 ist Melanie Wenzel im Fernsehmagazin ARD-Buffet im 2-Wochen-Rhythmus mit einer Naturkosmetik-Rubrik vertreten. Sie war Gast in verschiedenen TV-Talkshowformaten, darunter NDR-Talkshow, Kölner Treff und DAS! im NDR-Fernsehen.
Melanie Wenzel lebt seit 1998 in Köln, ist verheiratet und hat zwei Töchter.

## Publikationen (Auswahl)
- Meine besten Heilpflanzenrezepte für eine gesunde Familie (= GU Einzeltitel Gesundheit/Alternativheilkunde). GRÄFE UND UNZER Verlag GmbH, 2013, ISBN 978-3-8338-3552-0 (google.com).
- Schlank mit Kräutern (= GU Einzeltitel Gesunde Ernährung). GRÄFE UND UNZER Verlag GmbH, 2014, ISBN 978-3-8338-4367-9 (google.com).
- Moringa. GU, München 2015.
- ARD-Buffet: meine besten Rezepte für Schönheit und Gesundheit. GU, München 2016.
- Natürlich und gesund entgiften: meine 4-Wochen Entschlackungskur. GU, München 2017.
- Meine schnelle Naturapotheke: Heilpflanzen fix gerührt im Thermomix. GU, München 2018.
- Nie wieder Pillen – mit 5 Hausmitteln fast alles behandeln. GU, München 2019.
- Naturheilmittel Selbstgemacht. Das Goldene von GU. GU, München 2021.